# Torrent des Encombres
Le torrent des Encombres est une rivière française du département Savoie de la région Auvergne-Rhône-Alpes et un affluent gauche du Doron de Belleville, c'est-à-dire un sous-affluent du Rhône par le doron de Bozel et l'Isère.

## Géographie

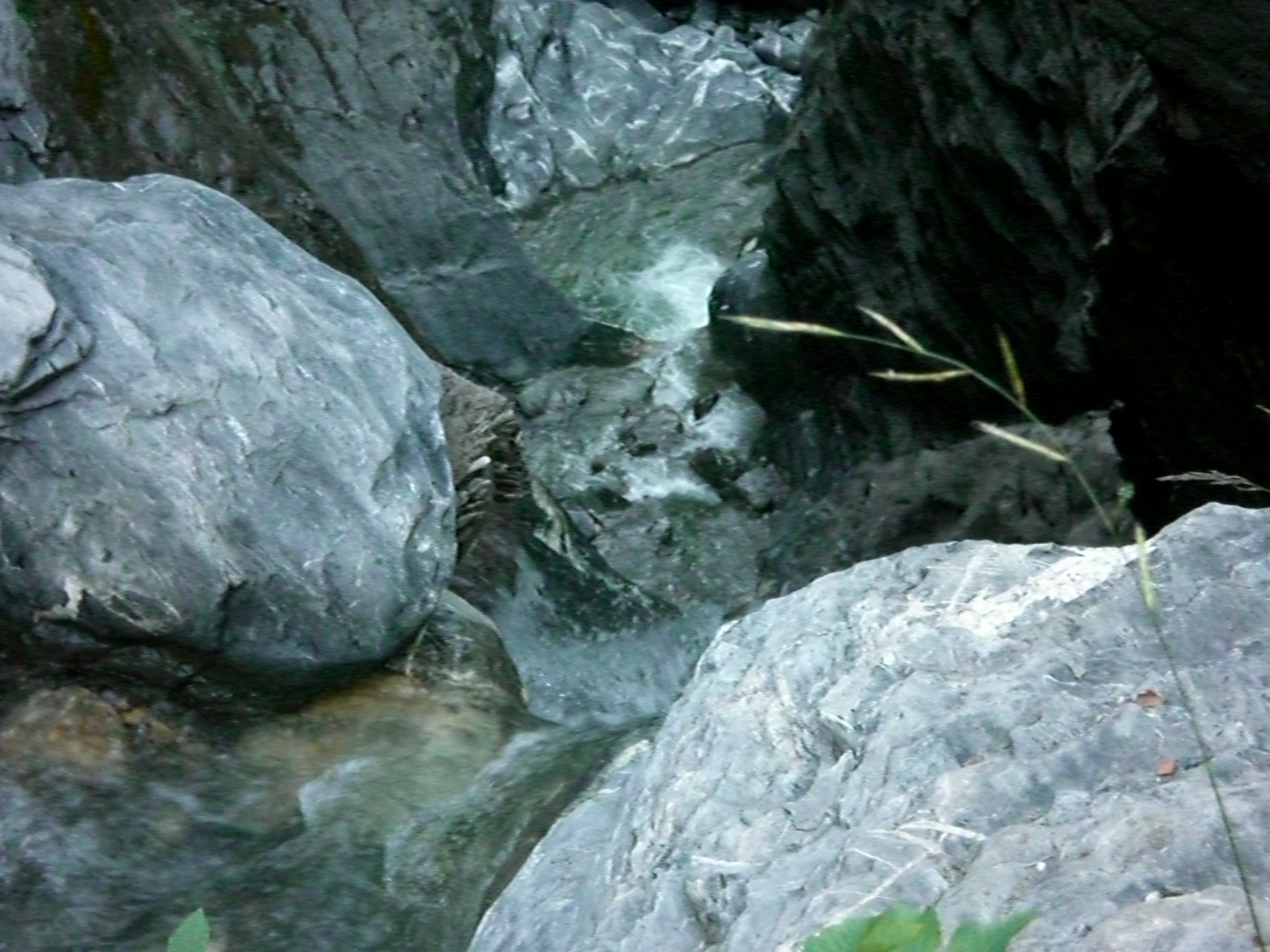
Torrent des encombres aux chutes de Planlebon

D'une longueur de 14,3 kilomètres, le torrent des Encombres prend sa source sur la commune déléguée de Saint-Martin-de-Belleville faisant partie de la commune nouvelle de Les Belleville à 2 496 mètres d'altitude, dans le lac de la Montagnette, à l'ouest de la Pointe de la Masse (2 804 m).
Il coule globalement du sud vers le nord en faisant un arc vers l'ouest.
Il conflue sur la commune de Les Belleville, juste avant le pont romain à l'ouest du village de Villarenger, à 1 127 mètres d'altitude.

### Commune et canton traversés
Dans le seul département de la Savoie, le torrent des Encombres traverse une seule commune, et un seul canton, dans le sens amont vers aval, (source et confluence) Les Belleville et précisément la commune déléguée de Saint-Martin-de-Belleville.
Soit en termes de cantons, le torrent des Encombres prend source et conflue dans le seul canton de Moûtiers, dans l'arrondissement d'Albertville, dans l'intercommunalité Communauté de communes Cœur de Tarentaise.

### Toponymes
Le torrent des Encombres partage son hydronyme avec le sommet du Grand Perron des Encombres,
,
 2 824 m et avec les deux cols, le Col des Encombres 2 325 m et le Petit Col des Encombres 2 329 m.

### Bassin versant
La superficie du bassin versant « Le Doron de Bozel du Doron de Belleville inclus à l'Isère » (W024) est de 664 km2,.

### Organisme gestionnaire
L'organisme gestionnaire est un EPTB : le Syndicat mixte des bassins hydrauliques de l'Isère : le Symbhi.

## Affluents

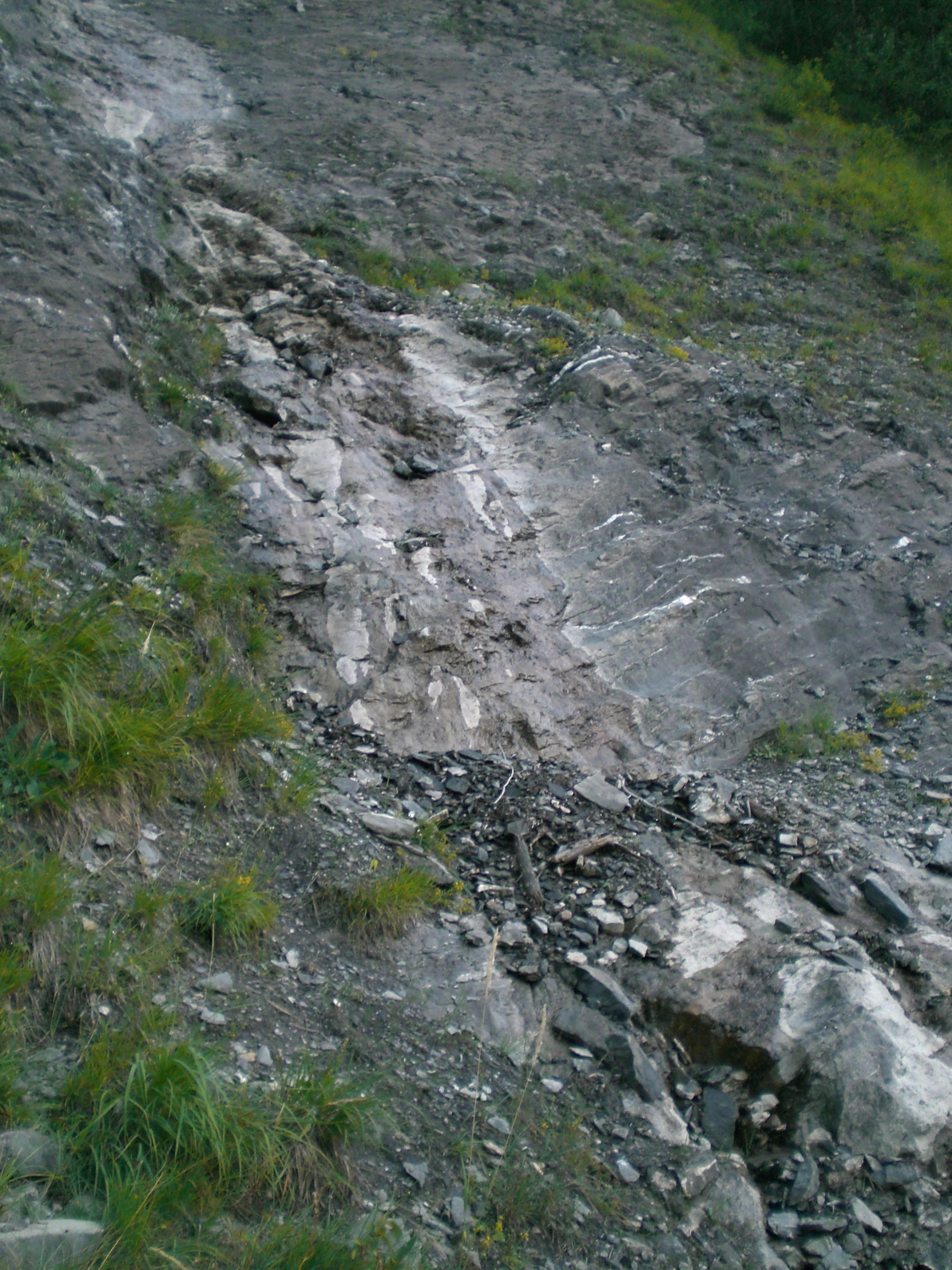
Affluent et cascades du Torrent des encombres aux chutes de Planlebon.

Le torrent des Encombres a dix-sept affluents référencés.
- le ruisseau du Fruit Commun (rd[note 3]) 2,3 km, sur la seule commune de Les Belleville.
- le ruisseau de Maubec (rg) 2 km, sur la seule commune de Les Belleville.
- le ruisseau du Vallon (rg) 2,5 km, sur la seule commune de Les Belleville.
- le ruisseau du Gros Mollard (rd) 2 km, sur la seule commune de Les Belleville.
- le ruisseau de la Perdrix (rd) 1,2 km, sur la seule commune de Les Belleville.
- le ruisseau de Varlossière (rg) 3,9 km, sur la seule commune de Les Belleville.
- le ruisseau de la Châtelaine (rd) 1,4 km, sur la seule commune de Les Belleville.
- le ruisseau de l'Arpon (rg) 1,5 km, sur la seule commune de Les Belleville.
- le ruisseau de la Moendaz (rg) 2,4 km, sur la seule commune de Les Belleville.
  - le ruisseau du Roux (rg) 1,2 km, sur la seule commune de Les Belleville.
- le ruisseau du Rocher Roux (rd) 1,5 km, sur la seule commune de Les Belleville[note 4].
- le ruisseau des Priots (rd) 10 km, sur la seule commune de Les Belleville[note 4].
- le ruisseau de la Loze (rg) 1,2 km, sur la seule commune de Les Belleville[note 4].
- le ruisseau de l'Etret (rg) 1,9 km, sur la seule commune de Les Belleville.
  - le ruisseau de la Lozettaz (rd) 1,2 km, sur la seule commune de Les Belleville.
- le ruisseau du Cougne (rg) 2 km, sur la seule commune de Les Belleville dans le village de Planlebon.
- le ruisseau du Courrier (rg) 1,5 km, sur la seule commune de Les Belleville conflue dans les Gorges de Planlebon.
- le ruisseau de la Gittaz (rg) 2,3 km, sur la seule commune de Les Belleville.
  - le ruisseau du Corbet (rd) 1,2 km, sur la seule commune de Les Belleville.
- le ruisseau du Châtelard (rd) 0,9 km, sur la seule commune de Les Belleville.

### Rang de Strahler
Le rang de Strahler du torrent des Encombres est de donc de deux.

## Hydrologie
Son régime hydrologique est dit de type nival.

## Aménagements et écologie
La vallée des Encombres sert au passage de la ligne à haute tension EDF à 400 kV qui monte depuis Albertville en passant par  La Léchère et le barrage de la Coche pour rejoindre la vallée de la Maurienne.

### Aménagement hydroélectrique

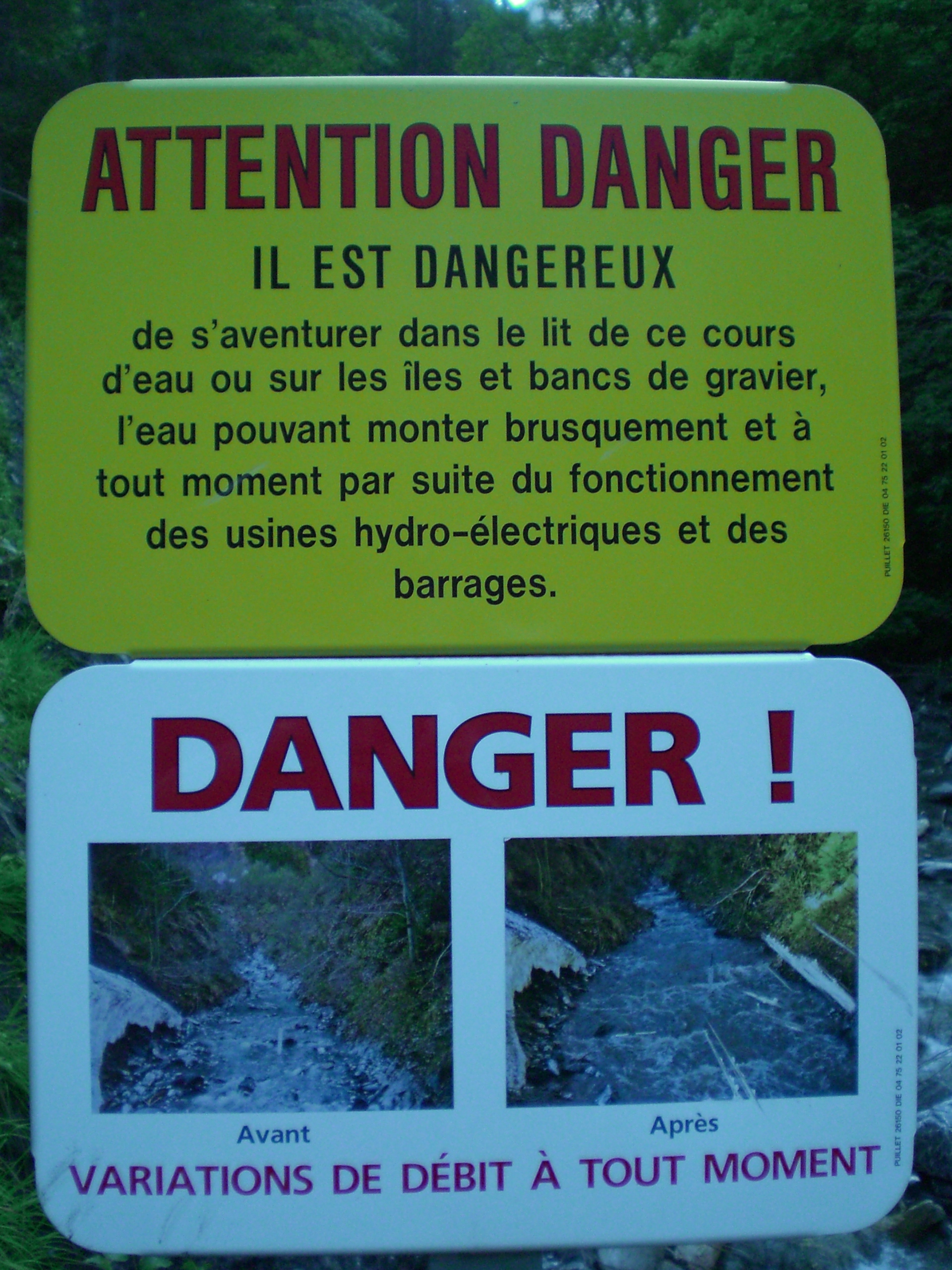
Variations de débit à tout moment

EDF a installé une galerie souterraine captant les eaux du Doron des Allues, du Doron de Belleville (prise d'eau de Praranger), du Torrent des Encombres, du Nant Brun, du Morel  de l'Eau Rousse, du Bridan et du Nant-Pérou. Elle conduit ces dernières au Barrage de la Coche, construit en 1972 et situé à 1 400 m d'altitude. Sa capacité est de 2,1 millions de m3. Ces eaux sont ensuite turbinées à la centrale de La Coche (Commune d'Aigueblanche). C’est sur ce site qu’a été expérimenté la première station de transfert d’énergie par pompage, pour utiliser les excès de kWh d’origine nucléaire en heures creuses. Ces kWh inutilisés servent à pomper et à refouler l’eau du bassin d’aigueblanche vers la centrale de La Coche.

### Écologie, ZNIEFF et tourisme
La Vallée des Encombres est classée ZNIEFF de Type I depuis 2007 sous le numéro 820031321.
Ce vaste secteur de montagne comprend la vallée des Encombres et les sommets de la Pointe de la Fenêtre et de la Gratte jusqu'au Doron des Bellevilles. La rive gauche du Torrent des Encombres se caractérise par une série de vallons latéraux aux pentes très soutenues et au relief très accidenté. C'est ici le domaine des grands ongulés, Chamois très nombreux car bénéficiant d'une vaste réserve de chasse intercommunale et Bouquetin dont la population déborde de son bastion du Perron des Encombres vers le nord. Lagopède alpin, Crave à bec rouge et Aigle royal sont également présents. Le fond du vallon des Encombres et les sommets de la rive droite présentent une topographie beaucoup plus douce, qui explique la présence de tourbières d'altitude avec une flore dont les espèces les plus intéressantes sont la Swertie vivace, le Trichophore alpin ou la Petite Utriculaire.